# Нановолокно
Нановолокно (англ. nanofiber) — объект, два характеристических размера которого находятся в нанодиапазоне (~1-100 нм) и существенно меньше третьего характеристического размера (длины волокна).

## Описание
Под определение нановолокон попадают все нанообъекты, два характеристических размера которых (обозначим их Lx и Ly) находятся в нанодиапазоне (~1-100 нм). Поскольку под волокнами, как правило, подразумеваются протяженные объекты, то два поперечных размера имеют обычно один и тот же порядок (Lx ~ Ly), а третий (обозначим его Lz), наибольший размер, может значительно превышать Lx и Ly по величине и выходить за пределы нанодиапазона:
Lz >> Lx,Ly ; Lx ~ Ly
Согласно определению международной организации по стандартизации ISO, соотношение Lx и Ly не должно превышать 3:1. При этом нанообъекты, соотношение поперечных характеристических размеров которых превышает 2:1, чаще называют нанолентами.
К классу нановолокон относят такие нанообъекты, как нанотрубки, нанопроволоки, нановискеры и наностержни. Нановолокна могут быть жёсткими (наностержни) или гибкими, проводящими или не проводящими электрический ток.